# Daqin

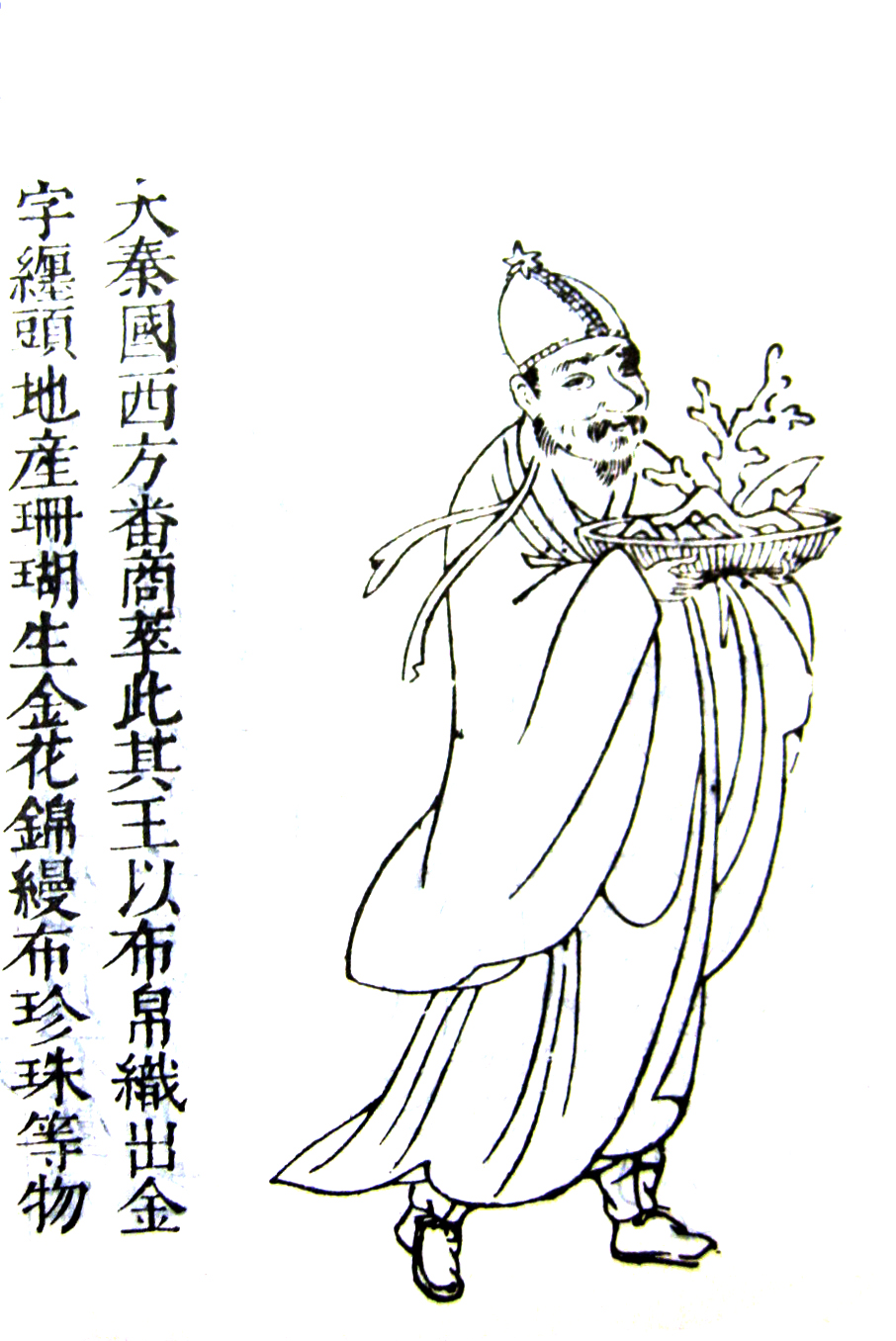
Przedstawienie mieszkańca Daqin w encyklopedii Sancai Tuhui z początku XVII wieku

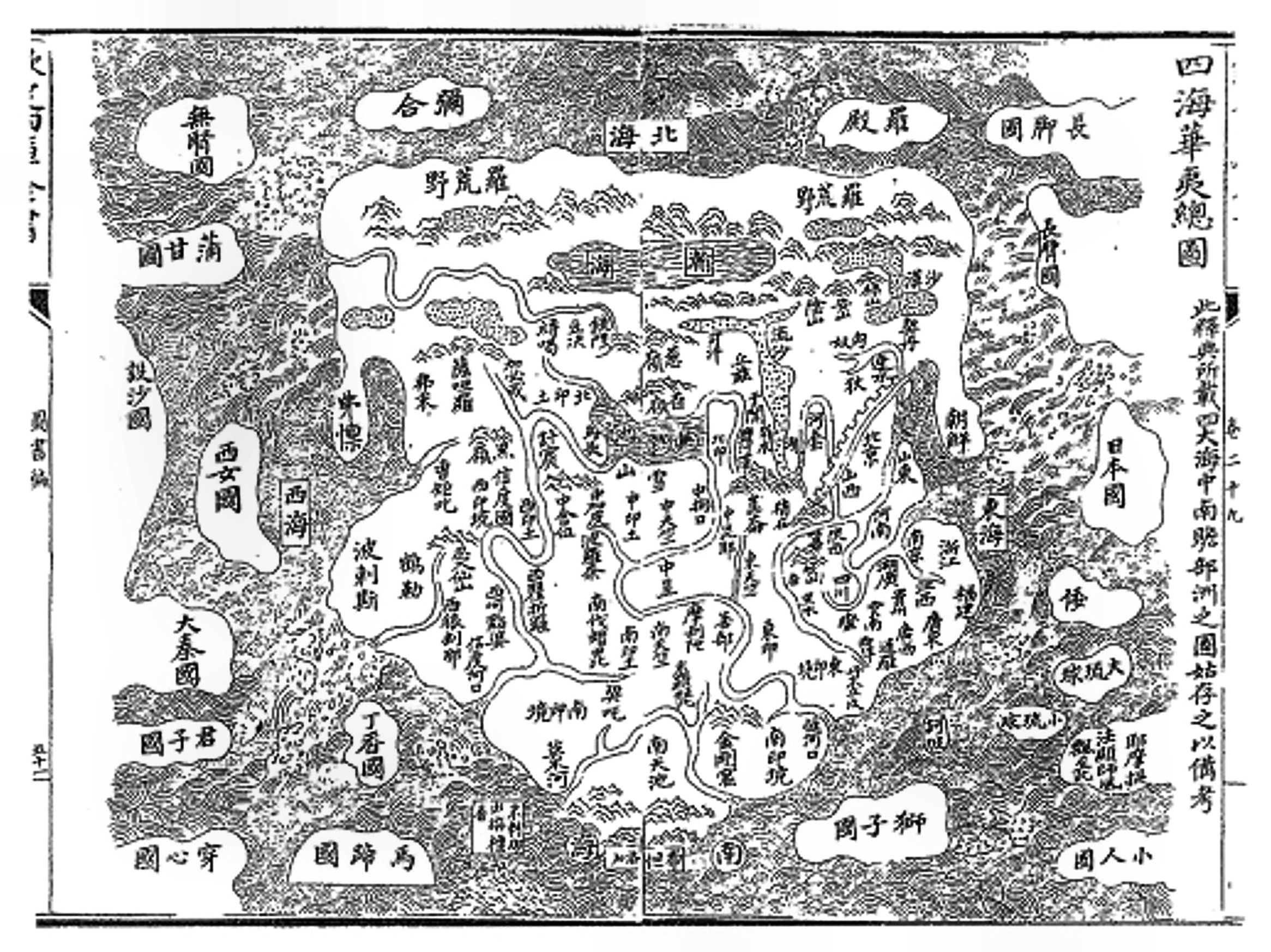
Państwo Daqin (大秦國) pojawia się na chińskiej mapie z 1532 roku na zachód od Persji.

Daqin (chiń. 大秦; pinyin Dàqín; dosł. „Wielkie Qin”) – historyczna nazwa Cesarstwa Rzymskiego używana w Chinach. Wywodzi się od północno-zachodniego chińskiego państwa Qin, którego ziemie po powstaniu jedwabnego szlaku wyznaczały wschodni koniec trasy, podczas gdy Rzym znajdował się na końcu zachodnim.
Nie ma dowodów na to, żeby chińscy podróżnicy dotarli do Rzymu. W roku 97 generał Ban Chao na czele ekspedycji liczącej 70 tysięcy żołnierzy dotarł do Morza Kaspijskiego. Jego poseł Gan Ying sporządził opis Imperium Rzymskiego, ale uważa się, że jego informacje pochodziły z drugiej ręki, a on sam dotarł tylko do Morza Czarnego lub Zatoki Perskiej.
Źródła chińskie odnotowują fakty pobytu poselstw z Imperium Rzymskiego w Państwie Śródka. Zgodnie z relacją Księgi Późniejszych Hanów (Houhanshu) w roku 166 do Tonkinu (północnego Wietnamu) dotarła drogą morską grupa kupców, wysłanych przez władcę Daqin imieniem Andun (安敦, identyfikowany z Markiem Aureliuszem). Kolejne wizyty kupców z Daqin, którzy również dotarli do Chin drogą morską, odnotowano w latach 226 i 284.
Księga Późniejszych Hanów, Weilüe i Księga Wei opisują Daqin jako gęsto zaludniony obszar, którego mieszkańcy są wysocy i kulturalni, noszą haftowane ubrania, golą włosy i brodę.
Nazwa Daqin była używana na chińskich mapach aż do XVI wieku. Po upadku cesarstwa zachodniorzymskiego przez długi czas używano jej na określenie Bizancjum. Dokumenty chińskie potwierdzają pobyt bizantyjskich delegacji handlowych w Państwie Środka w latach 643, 667, 701 i 719. W źródłach chińskich termin Daqin wielokrotnie jest jednak niejednoznaczny i może odnosić się do każdego miejsca położonego daleko na zachodzie, m.in. Syrii, Palestyny czy nawet Persji. Nestorianizm, który w VII wieku trafił do Chin u schyłku Imperium Sasanidów, był w Chinach określany jako Religia Światła z Daqin (m.in. na steli z Xi’an).
Innymi nazwami odnoszącymi się do kraju Daqin były Líxuān (黎軒) i Líjiān (犁鞬), co mogło oznaczać Aleksandrię.